# لاكتوفيرين
اللاكتوفيرين بروتين متعدد الوظائف من نواقل الحديد. هو بروتين سكري كروي تبلغ كتلته الجزيئية نحو 80 كيلو دالتون، ويوجد في العديد من الإفرازات السائلة مثل الحليب واللعاب والدموع ومخاط الأنف. وهو أحد مكونات جهاز المناعة في الجسم؛ لما له من نشاط مضاد للميكروبات (مبيد للبكتيريا ومبيد للفطريات) وهو جزء من المناعة الفطرية، وخاصةً في الأغشية المخاطية.
ينشئ اللاكتوفيرين ويفرز في اللعاب والدموع وكذلك السائل المنوي والمهبلي. ويوفر نشاطًا مضادًا للكبتيريا للرضع.